# Squalus bucephalus
Squalus bucephalus е вид хрущялна риба от семейство Squalidae.

## Разпространение
Видът е разпространен в Нова Каледония и Остров Норфолк.